# Anapithecus
Anapithecus es un género extinto de primates catarrinos que vivió en Europa a finales del Mioceno hace aproximadamente 10 millones de años. Su única especie descrita, Anapithecus hernyaki, fue hallada en la localidad de Rudabánya en Hungría, un sitio fósil en el cual se han hallado varias especies de primates, en estratos que en promedio tienen 10 millones de años de antigüedad. Anapithecus hernyaki tenía dentadura algo más grande que los siamangs y probablemente pesaba unos 15 kg. Los fragmentos fósiles sugieren escaso dimorfismo sexual, con un dismorfismo marcado en los caninos.

## Clasificación
- Orden Primates Linnaeus, 1758
  - Infraorden Catarrhini E´. Geoffroy Saint-Hilaire, 1812
    - Superfamilia Pliopithecoidea Zapfe, 1960
      - Familia Crouzeliidae Zapfe, 1960
        - Subfamilia Crouzeliinae Zapfe, 1960
        - Género Anapithecus Kretzoi, 1975[1]
          - Anapithecus hernyaki Kretzoi, 1975